# Bauer Buttress
Bauer Buttress ist eine vorspringende Felsformation auf der Arrowsmith-Halbinsel an der Loubet-Küste des Grahamlands auf der Antarktischen Halbinsel. Sie ragt an der Nordostflanke des Mount Rendu nahe dem Kopfende des Heim-Gletschers auf.
Das UK Antarctic Place-Names Committee benannte sie im Zuge geodätischer Arbeiten des British Antarctic Survey zwischen 1980 und 1981. Namensgeber ist der französische Ingenieur und Glaziologe Albert Bauer (1916–2003), der auf den Kerguelen, im Adélieland, auf Grönland und in Island tätig war.